# 藥元福
藥元福（883年—960年），幷州晉陽人（今山西省太原）人，歷經唐、后梁、後唐、後晉、後漢、後周、北宋七朝，歷任後唐天平軍內外馬軍都指揮使、後晉威州刺史、後漢淄州刺史、後周檢校太尉、北宋檢校太師，七十七歲去世，追贈為侍中，當時人稱他為驍將。

## 生平
藥元福年輕時膽大有豪氣，擅長騎馬射箭。以有勇氣，有膽量聞名，最初在后梁邢帥王檀帳下擔任廳頭軍使。
後唐時期，藥元福擔任拱衛、威和親從馬鬥軍都校、天平軍內外馬軍都指揮使。

### 後晉時期
後晉天福年間，擔任深州刺史。
後晉開運元年（944年），契丹攻陷甘陵、圍困魏郡。後晉少帝石重貴在澶淵駐軍，契丹軍則於城北擺陣，時任左千牛衛將軍的藥元福駐軍於軍陣地的東邊。澶淵人馬破龍告知契丹軍先攻打後晉軍東邊，就能奪得入城的浮橋。契丹軍相信這番說詞，於是集中精銳攻打，藥元福與慕容鄴各領二百騎為一隊前往迎戰，大敗契丹軍。藥元福的馬被射中三箭，石重貴選一匹名馬賜給藥元福。第二天交戰前，石重貴封藥元福為鄭州刺史，遭權臣阻止，於是改封原州刺史，後再改為泰州刺史。
開運二年（945年），契丹軍再次南侵，藥元福與李守貞等將領率軍於陽城禦敵。後晉軍排列方陣，設拒馬構成營寨，契丹軍則繞軍截斷後晉軍的糧道，後晉軍缺乏水源，士兵和馬匹飢渴難耐，於是在營寨鑿井，當天晚上，刮起東北強風，剛挖出的水便立即崩坍。到天亮，風塵更強烈。契丹軍拔拒馬進攻營寨，以短兵器襲擊後晉軍，又利用順風縱火、揚起塵土助契丹軍聲勢。將領杜威認為契丹軍來勢洶洶，應該要等風勢變小再作戰。李守貞不以為然認為要向契丹軍進攻，馬軍左廂都排陳使張彥澤召集諸將詢問，大部分將領跟杜威一樣都認為現在契丹軍正上風，應該等到風勢迴轉再交戰。張彥澤認同，各個將領退出後，藥元福則對張彥澤說：“現在軍中將士都十分飢渴，如果等到風沙停止才迎敵，我們早已成為契丹的俘虜。契丹軍認為我們無法現在作戰，那我們應反其道而行，出其不意攻打他們，這是用兵之策。”馬步左右都排陳使符彥卿說：“與其束手就擒，還不如以身殉國！”於是符彥卿、張彥澤、藥元福及左廂都排陳使皇甫遇率領精銳騎兵出西門攻打契丹軍，其餘將領也跟著陸續出擊，藥元福令手下騎兵打開拒馬衝出營寨，契丹軍隊大敗。此戰後，藥元福被任命為威州刺史。
開運三年（946年），靈武節度王令溫以中原法令管理當地民族，胡人苦不堪言，共同密謀叛亂。三個部族首領拓跋彥超、石存、也廝褒聯合攻打靈州，殺害王令溫的弟弟王令周。王令溫上奏朝廷，朝廷派河陽節度使馮暉前往鎮守，藥元福奉命統率行營騎兵，隨馮暉前往，行軍到土橋西邊時，遭遇拓跋彥超七千多人軍隊伏擊輜重。藥元福率軍且戰且走，轉戰五十多里，斬殺一千多敵軍，生擒三十多人。馮暉引兵過旱海（即沙漠，今甘肅省環縣北至寧夏回族自治區靈武縣一帶），到達輝德時，糧食已盡。拓跋彥超幾萬軍隊當時已列三個陣形，據守要路，控制水源。馮暉軍非常驚恐，於是馮暉賄賂拓跋彥超求和，拓跋彥超同意。從早到中午，使者雖然多次往返，但拓跋彥超的軍隊沒有撤退的跡象。藥元福對馮暉說：“敵人知道我方乾糧已盡，於是假裝答應求和，藉此困住我們。拖到傍晚我們必被俘虜。現在敵軍雖多，但精兵不多，僅靠布陣而已。其餘的步兵，無法造成威脅。您先嚴陣以待，我先率領精銳騎兵攻打西山下的敵軍，如果敵軍稍退我就舉起黃旗，再合力攻擊，必破敵軍。 ”馮暉同意這項計策，於是藥元福率領精兵殺出，全力死戰；拓跋彥超軍稍退卻，藥元福就舉起黃旗，馮暉率軍合力攻打，拓跋彥超軍大敗。藥元福回威州後，詔賜馮暉、藥元福衣帶、絲綢、銀器。

### 後漢時期
後漢乾祐年間，藥元福隨趙暉前往鳳翔討伐王景崇。當時後漢兵力寡弱，不到萬人，後蜀派數萬軍力來援，王景崇抵達寶雞後，依山列柵。都監李彥從以數千人迎擊後蜀軍，寡不敵眾，後漢軍逐漸退卻。藥元福領數百騎兵從後方趕來，下令回頭的立馬處斬，後漢軍只得死戰，最終大敗後蜀，追擊到大散關。鳳翔平定，藥元福以功遷任淄州刺史。

### 後周時期
後周廣順元年（951年），藥元福隨王彥超討伐楊溫，藥元福擔任行營兵馬都監。數個月後便平定，藥元福率軍回朝，被任命為陳州防禦使，藥元福奏署王明為判官。
北漢皇帝劉旻入侵晉州，藥元福奉命隨從樞密使王峻率軍救援，後周大軍抵達蒙坑（山西省臨汾市襄汾縣、曲沃縣交界處），劉旻打探到後周軍即將抵達，便連夜燒營寨遁走。王峻命令藥元福、仇超、陳思讓等人率兵追擊。剛出發沒多久，王峻命令停止追擊。藥元福對將領們說劉旻擾亂邊境，志在吞併晉州、絳州，現今敵軍士氣衰落疲憊，現在不進攻，敵軍就會逃跑，應該要繼續追擊，以挫其勢。但同行的幾位將領膽怯怕事，於是只得停止追擊。
隔年（952年），周太祖郭威加強晉州的守備，郭威對身邊的近臣說；“去年劉旻逃跑的時候，如果有聽藥元福的話，現在就已經沒有後患了。” 同年慕容彥超聯絡南唐、北漢反後周，藥元福被任命為行營馬步軍都虞侯，隨曹英、向訓征討慕容彥超。曹英等人抵達兗州後，佈設長形的防禦工事。慕容彥超晝夜出兵，屢次交戰，但都被藥元福擊退，只得閉門不出戰。十幾天後，柵欄完工，藥元福挖地道、築土山，用各種方法攻城。後來，郭威大軍趕到，藥元福最先攻入城中，攻下兗州，藥元福升任建雄軍節度使。
後周顯德元年（954年），高平之戰，柴榮戰勝北漢和遼的聯軍，乘勝攻打太原。藥元福擔任太原四面壕砦都部署。當時攻城器具一應具全，即將破城。然而由於糧運不濟，柴榮詔令班師。藥元福進言認爲進軍容易退軍難，柴榮便委任藥元福殿後。北漢果然趁退兵時出兵，藥元福擊退敵軍，後周軍順利班師回朝。藥元福因此被升任檢校太尉，移鎮陝州。之後歷鎮定、廬、曹三州。

### 晚年
北宋初年，藥元福受加封為檢校太師。
建隆元年（960年）九月，藥元福去世，享壽七十七歲，追贈為侍中。

## 軼事
藥元福許多事都請教王明，先前，北漢皇帝劉旻入侵晉州。州縣吏部送藥元福一些壯年男子與軍糧，有一天，壯年男子們逃兵。藥元福大怒，將官吏都趕出軍營，打算殺死他們。王明騎馬去制止，對藥元福說：「如今不缺糧秣等軍需物資，壯健的男子也有數萬人，文吏懦弱無法制止，將他們處死沒有任何益處，不如寬以待之。等打敗了賊軍，凱旋後，您也沒有擅自殺人的名聲，不好嗎？」藥元福有所感悟，便免除官吏們死罪。北漢軍半夜離去後，藥元福就被任命為建雄軍節度使留鎮晉州，藥元福奏署王明為書記。

## 評價
- 石重貴：「汝奮不顧命，雖古之忠烈無以過之。」[1]
- 郭威：「去年劉崇之遁，若從藥元福之言，則無邊患矣。」[1]

## 延伸阅读
[在维基数据编辑]
 《宋史/卷254》，出自脱脱《宋史》